# Au bord de l'eau, Bennecourt
Au bord de l'eau, Bennecourt est un tableau réalisé en 1868 par Claude Monet et représentant Camille durant leur court séjour à Bennecourt.

## Contexte
Camille donne naissance à un premier enfant en 1867 et la situation du couple est très précaire. Monet peint en Normandie tout en espérant des aides de sa famille sur place, mais elles ne sont pas à la hauteur des besoins. Sa compagne reste à Paris dans un logement sans confort. Encouragé par le bon accueil au Salon de La Femme à la robe verte, remarqué par Zola, il veut quitter Paris pour travailler en plein air, et s'installe en 1868, sur les conseils de l'écrivain, à l'auberge de Gloton, un hameau de Bennecourt. Monet ne pouvant régler ses dettes, il doit très vite y renoncer. Le tableau est la seule œuvre qui subsiste des travaux effectués lors de ce séjour. Des pentimenti montrent qu'à la place du petit chien figurant sur les genoux de Camille, c'est un enfant, probablement leur fils Jean, que Monet a initialement fait figurer,. La scène se situe sur une île de la Seine, située en face des maisons où ont séjourné Zola et Cézanne, et des coteaux qui figurent au fond. Le site n'ayant pas de pont à l'époque, c'est probablement en barque que le peintre et sa compagne accèdent au point de vue.

## Style
Des personnages à peine représentés, indiquant le point de fuite, figurent sur l'autre rive. La place des reflets sur l'eau calme est très importante. Camille est représentée sans mise en valeur particulière par rapport à l'environnement. La manière légère d'apporter des points de couleur sur l'herbe au premier plan, accentue l'impression de quiétude.

## Parcours
Après avoir fait partie d'une collection de Louis Aimé Léon Clapisson en France, le tableau est acheté par Durand-Ruel, qui le vend à un collectionneur américain en 1892. Il est donné à l'Art Institute of Chicago en 1922. Il est intégré à une vingtaine d'expositions aux États-Unis, en Europe et au Japon.